# Danh sách phim và giải thưởng của Jack Nicholson
Dưới đây là danh sách phim và giải thưởng của diễn viên Jack Nicholson.

## Phim
| Năm  | Phim                                                      | Vai diễn                 | Ghi chú                                       |
| ---- | --------------------------------------------------------- | ------------------------ | --------------------------------------------- |
| 1958 | The Cry Baby Killer                                       | Jimmy Wallace            |                                               |
| 1960 | Too Soon to Love                                          | Buddy                    |                                               |
| 1960 | The Wild Ride                                             | Johnny Varron            |                                               |
| 1960 | The Little Shop of Horrors                                | Wilbur Force             |                                               |
| 1960 | Studs Lonigan                                             | Weary Reilly             |                                               |
| 1962 | The Broken Land                                           | Will Brocious            |                                               |
| 1963 | The Terror                                                | Một người lính Pháp      | Kiêm đạo diễn (Một trong nhiều phần của phim) |
| 1963 | The Raven                                                 | Rexford Bedlo            |                                               |
| 1963 | Thunder Island                                            |                          | Biên kịch                                     |
| 1964 | Flight to Fury                                            | Jay Wickham              | Kiêm biên kịch                                |
| 1964 | Ensign Pulver                                             | Dolan                    |                                               |
| 1964 | Back Door to Hell                                         | Burnett                  |                                               |
| 1965 | Ride in the Whirlwind                                     | Wes                      | Kiêm biên kịch                                |
| 1966 | The Shooting                                              | Billy Spear              |                                               |
| 1967 | The St. Valentine's Day Massacre                          | Gino                     |                                               |
| 1967 | Hells Angels on Wheels                                    | Nhà thơ                  |                                               |
| 1967 | The Trip                                                  |                          | Biên kịch                                     |
| 1968 | Psych-Out                                                 | Stoney                   |                                               |
| 1968 | Head                                                      |                          | Biên kịch                                     |
| 1969 | Easy Rider                                                | George Hanson            |                                               |
| 1970 | On A Clear Day You Can See Forever                        | Tad Pringle              |                                               |
| 1970 | The Rebel Rousers                                         | Bunny                    |                                               |
| 1970 | Five Easy Pieces                                          | Robert Eroica Dupea      |                                               |
| 1971 | Carnal Knowledge                                          | Jonathan Fuerst          |                                               |
| 1971 | A Safe Place                                              | Mitch                    |                                               |
| 1971 | Drive, He Said                                            |                          | Đạo diễn, biên kịch                           |
| 1972 | The King of Marvin Gardens                                | David Staebler           |                                               |
| 1973 | The Last Detail                                           | Billy "Bad Ass" Buddusky |                                               |
| 1974 | Chinatown                                                 | J.J. 'Jake' Gittes       |                                               |
| 1975 | The Fortune                                               | Oscar Sullivan           |                                               |
| 1975 | Bay trên tổ chim cúc cu (One Flew Over the Cuckoo's Nest) | Randle Patrick McMurphy  |                                               |
| 1975 | The Passenger                                             | David Locke              |                                               |
| 1975 | Tommy                                                     | The Specialist           |                                               |
| 1976 | The Missouri Breaks                                       | Tom Logan                |                                               |
| 1976 | The Last Tycoon                                           | Brimmer                  |                                               |
| 1978 | Goin' South                                               | Henry Lloyd Moon         | Kiêm đạo diễn                                 |
| 1980 | The Shining                                               | Jack Torrance            |                                               |
| 1981 | The Postman Always Rings Twice                            | Frank Chambers           |                                               |
| 1981 | Reds                                                      | Eugene O'Neill           |                                               |
| 1982 | The Border                                                | Charlie Smith            |                                               |
| 1983 | Terms of Endearment                                       | Garrett Breedlove        |                                               |
| 1985 | Prizzi's Honor                                            | Charley Partanna         |                                               |
| 1986 | Heartburn                                                 | Mark Forman              |                                               |
| 1987 | The Witches of Eastwick                                   | Daryl Van Horne          |                                               |
| 1987 | Broadcast News                                            | Bill Rorich              |                                               |
| 1987 | Ironweed                                                  | Francis Phelan           |                                               |
| 1989 | Người dơi (Batman)                                        | Joker / Jack Napier      |                                               |
| 1990 | The Two Jakes                                             | J.J. 'Jake' Gittes       | Kiêm đạo diễn (Phần tiếp theo của Chinatown)  |
| 1992 | Man Trouble                                               | Eugene Earl Axline       |                                               |
| 1992 | Chỉ có vài người tốt (A Few Good Men)                     | Đại tá Nathan R. Jessep  |                                               |
| 1992 | Hoffa                                                     | James R. 'Jimmy' Hoffa   |                                               |
| 1994 | Wolf                                                      | Will Randall             |                                               |
| 1995 | The Crossing Guard                                        | Freddy Gale              |                                               |
| 1996 | Blood and Wine                                            | Alex Gates               |                                               |
| 1996 | The Evening Star                                          | Garrett Breedlove        |                                               |
| 1996 | Mars Attacks!                                             | President James Dale     |                                               |
| 1997 | As Good as it Gets                                        | Melvin Udall             |                                               |
| 2001 | The Pledge                                                | Jerry Black              |                                               |
| 2002 | About Schmidt                                             | Warren R. Schmidt        |                                               |
| 2003 | Anger Management                                          | Buddy Rydell             |                                               |
| 2003 | Something's Gotta Give                                    | Harry Sanborn            |                                               |
| 2006 | Điệp vụ Boston (The Departed)                             | Francis 'Frank' Costello |                                               |
| 2007 | The Bucket List                                           | Edward Cole              |                                               |
| 2009 | Last Flag Flying                                          | Billy "Bad Ass" Buddusky |                                               |

## Giải thưởng và đề cử
| Giải Oscar        |                                                              |                                                              |                                                                                               |
| Năm               | Phim                                                         | Vai diễn                                                     | Hạng mục                                                                                      |
| 1969              | Easy Rider                                                   | George Hanson                                                | Đề cử Vai nam phụ                                                                             |
| 1970              | Five Easy Pieces                                             | Robert Eroica Dupea                                          | Đề cử Vai nam chính                                                                           |
| 1973              | The Last Detail                                              | Billy "Bad Ass" Buddusky                                     | Đề cử Vai nam chính                                                                           |
| 1974              | Chinatown                                                    | J.J. 'Jake' Gittes                                           | Đề cử Vai nam chính                                                                           |
| 1975              | Bay trên tổ chim cúc cu (One Flew Over the Cuckoo's Nest)    | Randle Patrick McMurphy                                      | Giành giải Vai nam chính                                                                      |
| 1981              | Reds                                                         | Eugene O'Neill                                               | Đề cử Vai nam phụ                                                                             |
| 1983              | Terms of Endearment                                          | Garrett Breedlove                                            | Giành giải Vai nam phụ                                                                        |
| 1985              | Prizzi's Honor                                               | Charley Partanna                                             | Đề cử Vai nam chính                                                                           |
| 1987              | Ironweed                                                     | Francis Phelan                                               | Đề cử Vai nam chính                                                                           |
| 1992              | Chỉ có vài người tốt (A Few Good Men)                        | Nathan R. Jessep                                             | Đề cử Vai nam phụ                                                                             |
| 1997              | As Good as it Gets                                           | Melvin Udall                                                 | Giành giải Vai nam chính                                                                      |
| 2002              | About Schmidt                                                | Warren R. Schmidt                                            | Đề cử Vai nam chính                                                                           |
| Giải Quả cầu vàng |                                                              |                                                              |                                                                                               |
| Năm               | Phim                                                         | Vai diễn                                                     | Hạng mục                                                                                      |
| 1969              | Easy Rider                                                   | George Hanson                                                | Đề cử Vai nam phụ - Phim điện ảnh                                                             |
| 1970              | Five Easy Pieces                                             | Robert Eroica Dupea                                          | Đề cử Vai nam chính - Phim chính kịch                                                         |
| 1971              | Carnal Knowledge                                             | Jonathan Fuerst                                              | Đề cử Vai nam chính - Phim chính kịch                                                         |
| 1973              | The Last Detail                                              | Billy "Bad Ass" Buddusky                                     | Đề cử Vai nam chính - Phim chính kịch                                                         |
| 1974              | Chinatown                                                    | J.J. 'Jake' Gittes                                           | Giành giải Vai nam chính - Phim chính kịch                                                    |
| 1975              | Bay trên tổ chim cúc cu (One Flew Over the Cuckoo's Nest)    | Randle Patrick McMurphy                                      | Giành giải Vai nam chính - Phim chính kịch                                                    |
| 1981              | Reds                                                         | Eugene O'Neill                                               | Đề cử Vai nam phụ - Phim điện ảnh                                                             |
| 1983              | Terms of Endearment                                          | Garrett Breedlove                                            | Giành giải Vai nam phụ - Phim điện ảnh                                                        |
| 1985              | Prizzi's Honor                                               | Charley Partanna                                             | Giành giải Vai nam chính - Phim hài kịch hoặc ca nhạc                                         |
| 1987              | Ironweed                                                     | Francis Phelan                                               | Đề cử Vai nam chính - Phim chính kịch                                                         |
| 1989              | Người dơi (Batman)                                           | Joker / Jack Napier                                          | Đề cử Vai nam chính - Phim hài kịch hoặc ca nhạc                                              |
| 1992              | Chỉ có vài người tốt (A Few Good Men)                        | Nathan R. Jessep                                             | Đề cử Vai nam phụ - Phim điện ảnh                                                             |
| 1992              | Hoffa                                                        | James R. 'Jimmy' Hoffa                                       | Đề cử Vai nam chính - Phim chính kịch                                                         |
| 1997              | As Good as it Gets                                           | Melvin Udall                                                 | Giành giải Vai nam chính - Phim hài kịch hoặc ca nhạc                                         |
| 1999              | Giải Quả cầu vàng Cecil B. DeMille (Giải thành tựu trọn đời) | Giải Quả cầu vàng Cecil B. DeMille (Giải thành tựu trọn đời) | Giải Quả cầu vàng Cecil B. DeMille (Giải thành tựu trọn đời)                                  |
| 2003              | Something's Gotta Give                                       | Harry Sanborn                                                | Đề cử Vai nam chính - Phim hài kịch hoặc ca nhạc                                              |
| 2002              | About Schmidt                                                | Warren R. Schmidt                                            | Giành giải Vai nam chính - Phim hài kịch hoặc ca nhạc                                         |
| 2006              | Điệp vụ Boston (The Departed)                                | Francis 'Frank' Costello                                     | Đề cử Vai nam phụ - Phim điện ảnh                                                             |
| Giải BAFTA        |                                                              |                                                              |                                                                                               |
| Năm               | Phim                                                         | Vai diễn                                                     | Hạng mục                                                                                      |
| 1969              | Easy Rider                                                   | George Hanson                                                | Đề cử Vai nam phụ                                                                             |
| 1974              | Chinatown                                                    | J.J. 'Jake' Gittes                                           | Giành giải Vai nam chính                                                                      |
| 1975              | Bay trên tổ chim cúc cu (One Flew Over the Cuckoo's Nest)    | Randle Patrick McMurphy                                      | Giành giải Vai nam chính                                                                      |
| 1981              | Reds                                                         | Eugene O'Neill                                               | Giành giải Vai nam phụ                                                                        |
| 1989              | Người dơi (Batman)                                           | Joker / Jack Napier                                          | Đề cử Vai nam phụ                                                                             |
| 2002              | About Schmidt                                                | Warren R. Schmidt                                            | Đề cử Vai nam chính                                                                           |
| 2006              | Điệp vụ Boston (The Departed)                                | Francis 'Frank' Costello                                     | Đề cử Vai nam phụ                                                                             |
| Giải thưởng khác  |                                                              |                                                              |                                                                                               |
| Năm               | Phim                                                         | Vai diễn                                                     | Giải thưởng                                                                                   |
| 1973              | The Last Detail                                              | Billy "Bad Ass" Buddusky                                     | Giải Nam diễn viên xuất sắc nhất của Liên hoan phim Cannes                                    |
| 1983              | Terms of Endearment                                          | Garrett Breedlove                                            | Giải Vai nam phụ của Hiệp hội phê bình điện ảnh Los Angeles                                   |
| 1987              | The Witches of Eastwick                                      | Daryl Van Horne                                              | Giải Vai nam chính của Hiệp hội phê bình điện ảnh Los Angeles (L.A. Film Critics Association) |
| 1994              | Giải Thành tựu trọn đời của Viện phim Mỹ                     | Giải Thành tựu trọn đời của Viện phim Mỹ                     | Giải Thành tựu trọn đời của Viện phim Mỹ                                                      |
| 1997              | As Good as it Gets                                           | Melvin Udall                                                 | Giải Vai nam chính của Hiệp hội Diễn viên Điện ảnh Hoa Kỳ (Screen Actors Guild)               |
| 2002              | About Schmidt                                                | Warren R. Schmidt                                            | Giải Vai nam chính của Hiệp hội phê bình điện ảnh Los Angeles                                 |